# Victor Faccioni
Victor José Faccioni OMM (Caxias do Sul, 5 de agosto de 1941) é um desembargador e político brasileiro. Filho de Onório Nazareno Breda Faccioni e Vicenza Guerra Chies Faccioni, foi jornalista, contador, economista e advogado, e exerceu o mandato de deputado federal constituinte em 1988.

## Vida pessoal
Faccioni cursou a Faculdade de Ciências Econômicas de Caxias do Sul e a Faculdade de Contabilidade da Pontifícia Universidade Católica do Rio Grande do Sul (PUCRS). Também exerceu diversas funções como jornalista, e trabalhou na assessoria de imprensa da Secretaria de Agricultura do Rio Grande do Sul.
Bacharelou-se em Ciências Jurídicas e Sociais na Faculdade de Direito de Santo Ângelo, em 1973. Faccioni foi membro fundador da Academia Brasileira de Turismo e do Instituto de Folclore do Rio Grande do Sul, e o primeiro presidente da Fundação Balduíno Pambo.
Casou-se com Iole Zatti Faccioni, tendo quatro filhos.

## Carreira política
Pelo Partido Democrata Cristão (PDC), foi eleito vereador de Caxias do Sul em 1962. Em 1964, já durante o regime militar, tornou-se presidente da Câmara de Caxias do Sul. Após o Ato Institucional n.º 2 (27/10/1965) e a instalação do bipartidarismo, filiou-se à Aliança Renovadora Nacional (ARENA).
Elegeu-se deputado estadual em novembro de 1966. No mesmo mês em 1970, concorreu à reeleição. Apesar de conquistar o cargo, licenciou-se do mandato para tornar-se secretário extraordinário da Casa Civil do governo Euclides Triches.
Em 1975, após deixar a chefia da Casa Civil, tornou-se presidente da Câmara de Comércio Ítalo-Brasileira da região Sul. Faccioni voltou ao panorama eleitoral em novembro de 1978, quando se elegeu deputado federal. Após o fim do bipartidarismo, ingressou no Partido Democrático Social (PDS), em novembro de 1979.
Foi presidente do PDS gaúcho em 1980 e concorreu à prefeitura de Porto Alegre, em 1985. Faccioni perdeu para Alceu Collares, candidato do PDT.
Em 1986, foi eleito deputado federal constituinte e apresentou o primeiro modelo da proposta para a implantação do parlamentarismo no Brasil. Foi considerado o terceiro parlamentar mais influente no processo constituinte, segundo análise do Jornal do Brasil, a critérios de assiduidade, influência e número de propostas aprovadas.
Em outubro de 1990, pela quarta vez, reelegeu-se deputado federal, e em 1991, foi líder do PDS na Câmara. Três propostas de revisão constitucional de sua autoria acabaram incorporadas à Constituição, nas formas das Emendas de Revisão nº 3, 4 e 5. Em 29 de setembro de 1992, foi favorável à abertura de processo de impeachment contra o presidente Fernando Collor de Melo.
Faccioni filiou-se ao Partido Progressista Reformador (PPR), criado a partir da junção entre o PDS e o PDC. Em 1994, candidatou-se a mais um mandato de deputado federal, mas sem sucesso, deixou a Câmara em janeiro de 1995, quando terminou sua legislatura.
Sua atuação parlamentar primou por temas vinculados à reforma do Estado e do sistema político, educação, política agroindustrial, turismo, meio ambiente, cooperativismo comércio exterior, entre outros.
Em 1998, foi escolhido para o cargo de conselheiro do Tribunal de Contas do Estado do Rio Grande do Sul. Após seu período como político, Faccioni dedicou-se ao direito, atuando como desembargador. Em 2006, foi condecorado pelo vice-presidente José Alencar com a Ordem do Mérito Militar no grau de Oficial especial.

## Publicações
- O Rio Grande do Sul e o turismo (1969);
- A revolução verde no Rio Grande do Sul (1973);
- O setor terciário da economia (1975);
- A cidade e a liberdade. Impactos da urbanização (1976);
- Ecumenismo e solidarismo: marco ideológico do século XX (1979);
- Parlamentarismo e Presidencialismo (1982);
- Pregando no deserto (1990);[8]
- Prioridades e Reformas Fundamentais (2005).

## Condecorações
- Ordem do Mérito Militar no grau de Oficial especial, 2006.[1]
- Medalha Negrinho do Pastoreio.
- Medalha do Pacificador, do Exército brasileiro.[9]